# لجن‌زار (مجموعه تلویزیونی)
لجن‌زار (لهستانی: Rojst) یک مجموعه تلویزیونی جنایی-درام لهستانی است که در سال ۲۰۱۸ منتشر شد. در این سریال داوید اوگروتنیک، آندژی سورین و زوفیا ویخواچ نقش‌آفرینی می‌کنند.

## بازیگران
- داوید اوگروتنیک
- آندژی سورین
- زوفیا ویخواچ
- ماگدالنا والاخ
- پیوتر فرونچوسکی
- ایرنئوش چوپ
- آگنیشکا ژولفسکا
- توماش شیمشاینر
- زبیگنیف والریش
- گابریلا موسکاوا
- زجیسواف واردین
- ماگدالنا روژچکا
- ووکاش سیملات
- ووکاش گارلیتسکی
- مارچین بوساک
- زوزانا گرابوفسکا
- ووکاش لواندوفسکی
- ونسا الکساندر
- آنا درشوفسکا
- باربارا ویپیخ
- ماریوش یاکوس
- آرتور جورمان